# Лопаткина, Ульяна Вячеславовна
Улья́на Вячесла́вовна Лопа́ткина (род. 23 октября 1973, Керчь, Крымская область) — российская артистка балета, прима-балерина Мариинского театра в 1995—2017 годах. С 2024 года в качестве репетитора сотрудничает с Театром балета имени Леонида Якобсона.
Народная артистка России (2005), лауреат Государственной премии России (1999) и премии Правительства РФ (2015).

## Биография
Родилась 23 октября 1973 года в Керчи, в семье учителей Вячеслава Ивановича и Елены Георгиевны Лопаткиных. У неё есть брат — Евгений. Занималась в детстве в танцевальных кружках и секциях спортивной гимнастики.
В 1991 окончила Академию русского балета имени А. Я. Вагановой (по классу профессора Наталии Дудинской), после чего была принята в балетную труппу Мариинского театра. В 1991 году получила международную премию Vaganova-Prix. В 1995 году стала прима-балериной труппы. В 2000 году во время балета «Баядерка» получила травму голеностопа, однако смогла закончить спектакль. Из-за травмы на несколько лет ей пришлось покинуть сцену. В феврале 2003 года перенесла операцию, после которой смогла восстановиться и вновь вернуться на сцену.
В октябре 2013 года, после назначения Николая Цискаридзе исполняющим обязанности ректора Академии русского балета имени Вагановой, Минкульт рекомендовал Ульяну Лопаткину на должность художественного руководителя академии. Однако контракт с академией подписан не был.
16 июня 2017 года официально заявила о завершении танцевальной карьеры.
Поступила на художественный факультет Санкт-Петербургского государственного университета.
25 февраля 2019 года Студия Context Pro представила театральный эксперимент, в основе которого перекрёстное интервью двух балерин. На сцену БДТ им. Г. А. Товстоногова в новом амплуа драматических актрис вышли примы Мариинского театра Диана Вишнёва и Ульяна Лопаткина. Народные артистки расспросили друг друга о судьбоносном выборе профессии, детстве, прошедшем в изнурительных репетициях, славе и душевном обновлении после рождения ребёнка.

### Семья
Была замужем за художником, писателем и предпринимателем Владимиром Корневым — они поженились 5 июля 2001 года, 25 июля того же года повенчались в Софийском храме деревни Вартемяги. Через год, 24 мая 2002 года, в австрийской клинике родила дочь Марию. В 2010 году супруги развелись.

## Репертуар

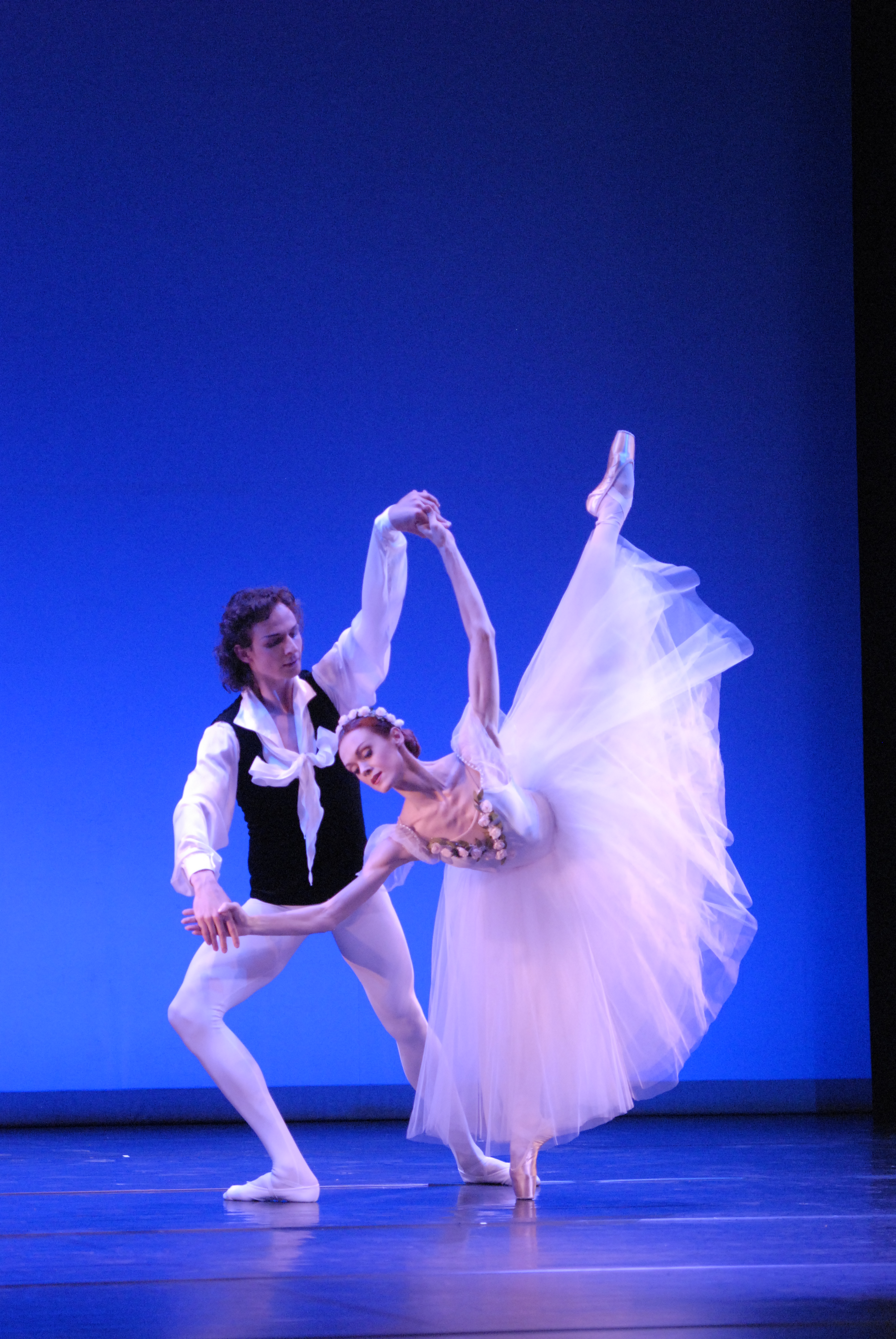
Ульяна Лопаткина в дуэте из балета «Шопениана», 2010 год

- «Павлова и Чекетти», фрагмент из балета Джона Ноймайера «Щелкунчик»
- Офелия, монолог из балета Константина Сергеева «Гамлет»
- Мирта, затем Жизель, «Жизель»
- Медора, «Корсар»
- Grand Pas из балета «Пахита»
- Фея Сирени, «Спящая красавица» Мариуса Петипа
- Китти, «Анна Каренина» на музыку П. И. Чайковского
- Мария Тальони, Па-де-катр Антона Долина
- Смерть, «Гойя-дивертисмент»
- Никия, «Баядерка» Мариуса Петипа
- Одетта и Одиллия, «Лебединое озеро» Льва Иванова и Мариуса Петипа
- Клеманс, Раймонда, «Раймонда»
- «Лебедь» Михаила Фокина
- Зобеида, «Шехеразада»
- Зарема, «Бахчисарайский фонтан» Ростислава Захарова
- Мехменэ Бану, «Легенда о любви» Юрия Григоровича
- Девушка, «Ленинградская симфония» Игоря Бельского
- Фея, «Поцелуй Феи»
- «Поэма экстаза»
- «Звуки пустых страниц» Джона Ноймайера
- «Серенада» Джорджа Баланчина
- «Фортепианный концерт № 2» Джорджа Баланчина
- «Симфония до мажор», 2-я часть, Джорджа Баланчина
- «Вальс» Джорджа Баланчина
- «Бриллианты», III часть балета «Драгоценности»
- 3-й дуэт, «В ночи» Джерома Роббинса
- «Юноша и Смерть» Ролана Пети
- Анна Каренина, «Анна Каренина» Алексея Ратманского
- Маргарита, «Маргарита и Арман» Фредерика Аштона
- Титания, «Сон в летнюю ночь» Джорджа Баланчина

## Награды
- 1991 — лауреат балетного конкурса Vaganova-Prix (Академия русского балета, Санкт-Петербург)
- 1995 — премия «Золотой софит» (за лучший дебют)[10]
- 1997 — премия «Золотая маска»
- 1997 — приз «Бенуа танца» (за исполнение партии Медоры в балете «Корсар»)
- 1997 — премия «Балтика» (1997 и 2001)
- март 1998 — премия лондонских критиков Evening Standard[3]
- 4 июня 1999 — Государственная премия России в области литературы и искусства — за спектакли Государственного академического Мариинского театра «Парсифаль», «Летучий голландец» Р.Вагнера, «Лебединое озеро» П.И.Чайковского, «Симфония до мажор» Ж.Бизе, «Умирающий лебедь» К.Сен-Санса[11]
- 5 июня 2000 — Заслуженная артистка России — за заслуги в области искусства[12]
- 20 декабря 2005 — Народная артистка России — за большие заслуги в области искусства[13]
- 2015 — Премия Правительства Российской Федерации в области культуры
- 9 ноября 2015 — премия «Золотой софит» (за исполнение партии Маргариты в балете «Маргарита и Арман[англ.]»)[14]
- 6 сентября 2024 — Знак отличия «За благодеяние» — за активную благотворительную деятельность[15]